# История на Шетланд
Шетландските острови (или Шетланд, на англ. Shetland, на шотл. Sealtainn) са архипелаг, лежащ североизточно от Великобритания и днес принадлежащ на Шотландия. През IV хилядолетие пр. Хр. островите биват заселени от неолитни земеделци и животновъди. Има следи от поселища през Бронзовата и Желязната епоха, а през Античността и Ранното Средновековие Шетланд е населен от пикти и поддържа връзка с останалите части на Британските острови. Нордическият период заема средновековната история на Шетландските острови и е свързан с викингите, колонизирали архипелага ок. 800 г. сл. Хр., включвайки Шетланд към Оркнейското графство с новрежки владетели. След сливането на Норвегия с Дания през 1397 г., островите преминават в датски ръце, а по-късно, през 1469 г. са продадени на Кралство Шотландия. След сливането на Шотландия и Англия през 1707 г., Шетландските острови стават територия на Великобритания, претърпяваща постепенно развитие в културно и стопанско отношение.

## Ранна история

### Неолит
Шетландските острови са богати на праисторически останки, почти непокътнати благодарение на изолираността на архипелага и внимателната обработка. През IV хил. пр. Хр. неолитният човек достига Шетланд в търсене на нови територии, донасяйки със себе си и опитомени животни. Отглежда се ечемик, а земята е разделена от стени и насипи на отделни полета. Степента на организация, нужна за постройките този период (вкл. храмове и надгробни могили), предполага население ок. 10 000 души. Открити са каменни сечива и менхири.

### Бронзова епоха
През Бронзовата епоха почвите биват изтощени, а климатът се променя, което води до покриване на големи части от островите с торф ок. 1000 г. пр. Хр. Най-гъсто разположени селища, гробници и могили се намират в западната част на основния остров, но следи от ранно земеделие биват открити и в други области.
Типични за строителството през този период е „кръглата къща“, представляваща овална сграда с размери от 7 м. в диаметър, с дебели каменни стени без използвана слепваща смес. Стените са пълни с почва, навлажнявана от водата, стичаща се от покрива, и по този начин непропускащи вятъра. Забележителна е по-голяма обществена сграда от същия тип, открита при Станидейл, чийто покрив е поддържан от две централни греди от смърч, дърво, тогава растящо само в Северна Америка и Скандинавия. Друга специфична за Шетланд структура е могилата с камера за гробница, наподобяваща ток на обувка.
Въпреки оскъдните находки от бронз, характерните за епохата каменни артефакти, погребални ритуали, строителство и грънчарски изделия са налице. Честа практика е кремацията, а при варенето на месо се използва добавяне на горещи камъни в друг голям каменен съд с вода. Заради климатични промени се налага преминаване от земеделие към животновъдство.

### Желязна епоха
Желязната епоха достига Шетландските острови ок. 600 г. пр. Хр. Като най-характерна сграда за този период изпъква брокът (брок или брох, на английски: broch, от норд. borg - замък), представляващ овална каменна кула. Брокът е характерен само за региона на Шотландия и прилежащите ѝ острови, вкл. и Шетланд, където са намерени ок. 75 подобни постройки. Предполага се, че броковете са отбранителни структури, чието появяване се свързва с римската експанзия в Северна Европа и ловът на роби. Въпреки това най-ранните от тези съоръжения датират от значително по-ранен период – ок. 600 г. пр. Хр., а повечето са построени ок. 100 г. пр. Хр.
Размерите и същността на брока го правят неподходящ за приютяване на голям брой хора и добитък, а приликата му със средновековен замък предполага друга негова възможна употреба като частно владение на наследствен вожд, откъдето той би могъл да упражнява властта си в състояние на непрекъсната война със съседите.
Брокът близо до Леруик, строен на няколко етапа според променящите се социални условия, бива изграден върху основите на малка овална къща и се различава от останалите по втория си изход. Интересни находки в него са римска ваза, произведена ок. 100 г. сл. Хр. в Александрия, и ритуален камък, маркиран със стъпка. Друг най-добре запазен брок на архипелага е този при Муса.

### Тъмни векове
До нашествието на викингите Шетландските острови са населени от пиктите, племена, разпространени из цяла Шотландия и навярно обединени във федерация. На Шетланд има малко следи от тях, но противно на римските описания те имат добре организирано общество и развита култура. Докато ранните каменни скулптури са на животни или с абстрактна форма, късните плочи представляват портрети и християнски символи, като някъде се срещат и надписи на азбуката огам.
Пиктите биват християнизирани от келтски и римски монаси, което обяснава и християнските мотиви в изкуството им. Името на св. Нилиан, мисионер от IV в., носи един от Шетландските острови, където е открито едно от най-богатите сребърни съкровища в Шотландия, състоящо се от 28 обекта и скрито около 800 г. От осем купи една е внесена от Нортъмбрия, а останалите са произведени от пиктите. Много географски имена от региона са свързани с ранни християнски дейци, като тези имена оцеляват до наши дни.

## Нордически период

### Заселване на викинги
Набези на викинги по Шетландските острови започват в края на VIII в., макар че са открити и по-ранни доказателства за тяхното присъствие. През IХ в. викингите се преориентират от плячкосване към експанзия и колонизация на нови територии заради пренаселеност на Скандинавия и недостиг на ресурси. Тогава бива колонизиран и Шетланд, като повечето от най-старите находки датират от този период.
Характерно транспортно средство на викингските заселници е „дългият кораб“ (на норд. langskip). Той представлява издължен плавателен съд с централно платно и гребци, газещ на дълбочина до 90 см, което го прави изключително подходящ за бързо придвижване, акостиране в плитки води и избягване на пристанищни отбранителни съоръжения.
Заселниците на островите произхождат от западното крайбрежие на Норвегия. На Шетланд, за разлика от други близки земи, почвата е неподходяща за земеделие, но има възможност за открито зимуване на овце и климат, сходен със скандинавския. Липсва и дървен материал, но архипелагът изобилства от камък, подходящ за строителство. Предпочитани за домове са местности с достъп до морето, сравнително плодородна почва и пасища за добитък.
Разкопки при Ярлсхоф показват, че още в началото на IХ в. викингите превземат стопанство от пиктите, където строят двустайна „дълга къща“ (на норд. langhus или långhus), дълга 32 м. „Дългите къщи“, характерни за нордическата цивилизация, представляват продълговати структури с каменни стени, пълни с торф за ветроустойчивост, и дървен покрив. Състоят се от дневна с централно огнище и стая за спане. Находки на подобни къщи се срещат навсякъде из Шетланд, както и в други, населени от викингите, земи.
При Ъндърхоул в Унст викингска „дълга къща“ е построена върху комплекс от Желязната епоха, напуснат по-рано. Пестенето на земя чрез строене върху предишни обекти е наложено на викингите от липсата на обработваема площ. Подобни стопанства биват независими, като къс земя бива заграден със стена за култивирането на овес и ечемик. За направата на домашни предмети се използва местен талк. Запасяването с фураж е важно, а възможността за открито зимуване на овце позволява произвеждането на повече вълна от необходимото, която бива търгувана за дървен материал от Норвегия.

### Викингски владетели
Според археологически доказателства, Шетландските острови имат значително население от пикти при пристигането на викингите. Не е ясно какво се случва с тях след това, но някои находки на християнски скулптури и надписи на огам биват датирани от периода 800-1050 г. От друга страна, имиграцията от Норвегия се осъществява във внушителен размер, като в края на Нордическия период Шетланд има население от около 22 000 души.
Въпреки че Шетландските острови са най-близката суша до Норвегия и кръстопътна точка във викингската сфера на влияние, те остават почти неспоменати в сагите. Шетланд става част от Оркнейското графство, поради което и сведения за него могат да се открият в Оркнейската сага (Orkneyinga, наречена също „История на оркнейските графове“). В даден момент графството е управлявано от повече от един владетел, така, когато граф Торфин Могъщи умира ок. 1065 г., неговите синове Паул и Ерленд стават съвладетели. Граф Ерленд получава северната и източната част от Оркней, към който дял принадлежи и Шетланд, който по-късно преминава и в ръцете на неговия син св. Магнус Ерлендсон.
Управлението върху графството бива наследено от Магнус Ерлендсон и неговият братовчед, Хакон Паулсон. Напрежението между тях води до открит конфликт и смъртта на Магнус през Страстната седмица на 1117 г. Култът към св. Магнус бързо се разпространява главно на Шетландските острови и е свързано с важна историческа църква в северозападната част на главния остров (Mainland) и някои топографски имена.
Ок. 20 г. след смъртта на Магнус Ерлендсон, неговият племенник, Рогнвалд Кали Колсон от Агдер в южна Норвегия, решава да предяви претенции към своята част от графството срещу тогавашния граф Паул Хаконсон. Рогнвалд акостира при Йел и е добре приет, докато Паул избягва сражение на Шетландските острови. Оркнейската сага описва новия граф като любимец на народа, мил и с чувство за хумор.

### Норвежко управление
През 1194 г. знатни семейства от Оркнейските и Шетландските острови събират армия и въстават срещу норвежкия крал Свере Сигурдсон. Въстаниците са наречени „островните бради“ (на норд. Øyskjeggene) и са предвождани от Халкел Йонсон и Олав Ярлсмог, баджанак на оркнейския граф Харалд Мададсон. Те подкрепят претендента за трона Сигурд Магнусон, син на предходния норвежки крал Магнус V Ерлингсон. Силите им превземат и задържат големи части от южна Норвегия, но на 3. април 1194 г. са разбити в морската битка при Флоревог близо до Берген. През 1195 г. освен смъртта на претендента за трона Сигурд, крал Свере изисква възмездие и за графа на Оркней и отнема Шетланд от графството, поставяйки го под прякото управление на норвежката корона.
След тази дата Шетландските острови биват управлявани като skattland (от норд. skatt – данък, и land – земя), която заплаща данък към кралската хазна в Берген. Освен това короната печели и от приходите на придобитите имоти на графството. Заедно с Фарьорските острови Шетланд има обща администрация и има свиделества за тесни връзки между двете територии и значението на техните данъци за Норвегия.
Александър III, шотландски крал в периода 1249 – 1286 г., предявява претенции към норвежките територии в Шотландия и околните острови. В отговор на това през 1263 г. кралят на Норвегия Хакон IV Хаконсон събира армия, която акостира в Шетланд, но след това е разбита в битката при Ларгс. Хакон умира през същата година от треска на Оркнейските острови. Неговият син, Магнус VI Законодателят, с договора от Пърт от 1266 г. слага край на конфликта и предава на Шотландия норвежките владения на остров Ман и Хебридите, а в замяна на това Александър III признава суверинитета на Оркней и Шетланд като норвежка територия.
Шотландският стремеж към овладяване на Шетландските острови се запазва с времето, като има данни за шотландци, нахлуващи в Шетланд през 1312 и 1369 г., отнемайки данъците и пленявайки кралските пратеници. През 1379 г. трима братовчеди предявяват претенции за управлението на Оркней и Шетланд пред норвежкия крал Хакон V Магнусон, като той удовлетворява тези на Хенри Синклер. На друг от кандидатите, Малисе Спера, е даден официален статут в Шетланд, но след неговото убийство през 1391 г. се отваря вратата за финансовото доминиране на семейство Синклер на островите.
Прието е, че при възкачването на Хенкри Синклер като граф на Оркней през 1379 г., Шетланд отново става част от графството, но има и проучвания, сочещи оставането му под пряка норвежка власт.

### Датско управление
През 1397 г. норвежката кралска линия бива прекъсната и Норвегия влиза в Калмарската уния с Дания, заради което е постепенно поставена под датски контрол заедно с владенията си. През 1468 г. крал Кристиан I Датски сгодява дъщеря си Маргарет за шотландския крал Джеймс III, но няма средства да изплати полагащата се зестра. В разрез с нордическото право, даващо на владетеля собственост над хората, но не и над земята, и с незнанието на норвежкия държавен съвет, той прехвърля Оркнейските и Шетландските острови под юрисдикцията на шотландската корона. На 8. септември 1468 г. той сключва договор за продажба на Оркней за 50 000 гулдена (флорина), а през 1469 г. извършва същото с Шетланд за 8000 гулдена.
Клаузи към договорите гарантират запазването на местните език и право на островите, което се потвърждава и от по-късна кореспонденция между Джеймс III и Джон (Ханс), сина на Кристиан I. Освен това бива влючена и възможност за обратното откупуване на териториите, опити за което са правени от датска страна през ХVI и ХVII в., но оставащи игнорирани от Шотландия.